# Big Six
Big Six ("Sei grandi" in italiano) è l'appellativo con cui venivano indicati sei leader particolarmente influenti all'interno del movimento per i diritti civili degli afroamericani, attivo negli Stati Uniti d'America tra il 1955 e il 1968: Martin Luther King, James L. Farmer Junior, John Lewis, Asa Philip Randolph, Roy Wilkins e Whitney Young.

## Storia
I sei leader parteciparono congiuntamente alla Marcia su Washington per il lavoro e la libertà e vennero criticati aspramente da Malcolm X in un suo celebre discorso in cui utilizzò l'espressione "big six" con intento sprezzante e denigratorio, contestando la loro impostazione nonviolenta che aveva frenato l'impeto della manifestazione.
(Da Martin & Malcolm & America: A Dream or a Nightmare, pag.118)

## Elenco e biografie
- Martin Luther King (15 gennaio 1929 – 4 aprile 1968).
Ministro battista e presidente della Southern Christian Leadership Conference (SCLC), era il leader più famoso del Movimento per i Diritti Civili statunitense. Prima di essere assassinato vinse il premio Nobel per la pace e venne insignito della Medaglia presidenziale della libertà.
- James L. Farmer Junior[2] (12 gennaio 1920 – 9 luglio 1999).
Nel 1942 fondò il Congress of Racial Equality (CORE), organizzazione pacifista dedicata al raggiungimento dell'uguaglianza e dell'armonia razziale attraverso la nonviolenza. Attivo nel Movimento per i Diritti Civili statunitense negli anni cinquanta e sessanta, nel 1998 venne insignito della Medaglia presidenziale della libertà.
- John Lewis[3] (21 febbraio 1940 - 17 luglio 2020).
Divenne un leader del Movimento per i Diritti Civili statunitense in qualità di presidente del Student Nonviolent Coordinating Committee (SNCC) e partecipò ai sit-in di Nashville tra il 1959 e il 1962. Nel 1987 venne eletto alla Camera dei rappresentanti per il Distretto 5 della Georgia, carica tenuta fino alla morte. Nel 2011 ricevette la Medaglia presidenziale delle libertà
- Asa Philip Randolph[4] (15 aprile 1889 – 16 maggio 1979).
Fu un socialista attivo nei movimenti per i lavoratori e in quelli per i diritti civili. Nel 1925 organizzò la Brotherhood of Sleeping Car Porters, primo tentativo di sindacato per i dipendenti della Pullman Company, che erano in gran parte afroamericani. Nel 1964 ricevette la Medaglia presidenziale della libertà.
- Roy Wilkins[5] (30 agosto 1901 – 8 settembre 1981).
Fu uno dei principali leader del movimento per i diritti civili tra gli anni trenta e gli anni settanta. Nel 1955, venne nominato direttore esecutivo della National Association for the Advancement of Colored People (NAACP). Partecipò alle Marce da Selma a Montgomery e nel 1967 venne insignito della Medaglia presidenziale della libertà.
- Whitney Young[6] (31 luglio 1921 – 11 marzo 1971).
Spese gran parte della propria vita a combattere le discriminazioni sul lavoro nel sud degli Stati Uniti e trasformò la National Urban League in una delle più aggressive organizzazioni per la giustizia sociale. Dal 1969 al 1971 fu presidente della National Association of Social Workers.